# Берёзовка (Карелия)
Берёзовка (карел. Ber’ozovka) — посёлок в составе Кондопожского городского поселения Кондопожского района Республики Карелия Российской Федерации. Расположен на северо-восточном берегу озера Хавчозеро, вблизи автодороги «Кола».
В посёлке имеются: фельдшерский пункт, библиотека, кафе, церковь, школа, детский сад. 

## История
Поселение было образовано в 1959 году при племзверосовхозе «Кондопожский» в составе Сопохского сельсовета. В июле 1960 года присвоен статус посёлка. С 1968 года посёлок являлся административным центром Берёзовского сельсовета.

## Население
| 2002 | 2009 | 2010 | 2012 | 2013 | 2014 | 2015 |
| ---- | ---- | ---- | ---- | ---- | ---- | ---- |
| 703  | ↘350 | ↗643 | ↘636 | ↘633 | →633 | ↗638 |
| 2016 | 2017 | 2018 | 2019 | 2020 | 2021 | 2023 |
| ↘632 | ↘629 | ↘615 | ↘607 | ↘589 | ↘563 | ↘553 |

## Улицы
Всего в посёлке имеется пять улиц:
- ул. Лесная
- ул. Набережная
- ул. Новая
- ул. Садовая
- ул. Центральная